# 中村直也
中村 直也（なかむら なおや、1978年8月20日 - ）は、日本中央競馬会（JRA）・栗東トレーニングセンターの調教師。大阪府出身。

## 来歴
競馬好きだった父の影響で競馬に興味を持ち、高校生の時に競馬の世界へ進むことを決意する。高校卒業後、競馬と英語を同時に学ぶためにオーストラリアの競馬学校へ入学。卒業後、アイルランドの名調教師エイダン・オブライエンから声がかかり名門オブライエン厩舎で修行することになる。2年9ヶ月所属し、日本へ帰国。2004年1月にJRA競馬学校厩務員課程に入学。2004年7月から湯浅三郎厩舎で厩務員となり2005年2月から調教助手を務める。2007年厩舎解散のため小崎憲厩舎に移籍する。
2021年にJRA調教師免許試験に合格し、2022年2月末で定年解散となった浅見秀一厩舎の管理馬とスタッフを引き継ぐ形で同年3月から栗東トレセンで厩舎を開業した。
2023年8月6日に行われたレパードステークスでライオットガールが勝利し、開業2年目で重賞初制覇となった。

## 調教師成績

### 概要
|            | 日付           | 競馬場・開催  | 競走名             | 馬名             | 頭数 | 人気 | 着順 |
| ---------- | -------------- | ------------- | ------------------ | ---------------- | ---- | ---- | ---- |
| 初出走     | 2022年3月5日   | 1回阪神7日1R  | 3歳未勝利          | リオレ           | 14頭 | 13   | 13着 |
| 初勝利     | 2022年5月1日   | 2回阪神12日1R | 3歳未勝利          | エグモント       | 12頭 | 9    | 1着  |
| 重賞初出走 | 2022年7月3日   | 2回福島2日11R | ラジオNIKKEI賞     | タガノフィナーレ | 13頭 | 13   | 11着 |
| 重賞初勝利 | 2023年8月6日   | 2回新潟4日11R | レパードステークス | ライオットガール | 15頭 | 5    | 1着  |
| G1初出走   | 2022年10月16日 | 4回阪神5日11R | 秋華賞             | タガノフィナーレ | 16頭 | 15   | 15着 |

## 主な管理馬
- ライオットガール（2023年レパードステークス、クイーン賞、2024年兵庫女王盃）
- ヤマニンサルバム（2023年中日新聞杯、2024年新潟大賞典）
- ヤマニンチェルキ(2025年北海道スプリントカップ)

## 主な厩舎所属者
- 田中健（2022年- 騎手）